# Diocesi di Eriza
La diocesi di Eriza (in latino: Dioecesis Erizena) è una sede soppressa del patriarcato di Costantinopoli e una sede titolare della Chiesa cattolica.

## Storia
Eriza, identificabile con Dereköy nell'odierna Turchia, è un'antica sede episcopale della provincia romana della Caria nella diocesi civile di Asia. Faceva parte del patriarcato di Costantinopoli ed era suffraganea dell'arcidiocesi di Stauropoli.
La diocesi è documentata nelle Notitiae Episcopatuum del patriarcato di Costantinopoli fino al termine del X secolo.
Sono tre i vescovi conosciuti di Eriza: Papia, che intervenne al concilio di Calcedonia nel 451; Giovanni, che partecipò al terzo concilio di Costantinopoli nel 680/681; e Magno, che figura tra i padri del concilio in Trullo nel 692.
Dal 1925 Eriza è annoverata tra le sedi vescovili titolari della Chiesa cattolica; la sede è vacante dall'11 luglio 1961. Il suo ultimo titolare è stato Octave-Louis Pasquet, già vescovo di Séez.

## Cronotassi

### Vescovi greci
- Papia † (menzionato nel 451)
- Giovanni † (prima del 680 - dopo il 681)
- Magno † (menzionato nel 692)

### Vescovi titolari
- Joseph Bach, M.S.C. † (26 gennaio 1927 - 22 maggio 1943 deceduto)
- Raymond-Marie-Marcel Piquet, M.E.P. † (11 novembre 1943 - 24 novembre 1960 nominato vescovo di Nha Trang)
- Octave-Louis Pasquet † (31 marzo 1961 - 11 luglio 1961 deceduto)